# سالي باركر
سالي باركر (بالإنجليزية: Sally Barker)‏ هي مغنية وكاتبة غنائية وعازفة قيثارة بريطانية، ولدت في 19 سبتمبر 1959 في Barrow upon Soar ‏ في المملكة المتحدة.

## وصلات خارجية
- سالي باركر على موقع ميوزك برينز (الإنجليزية)
- سالي باركر على موقع ديسكوغز (الإنجليزية)